# Flösserweg

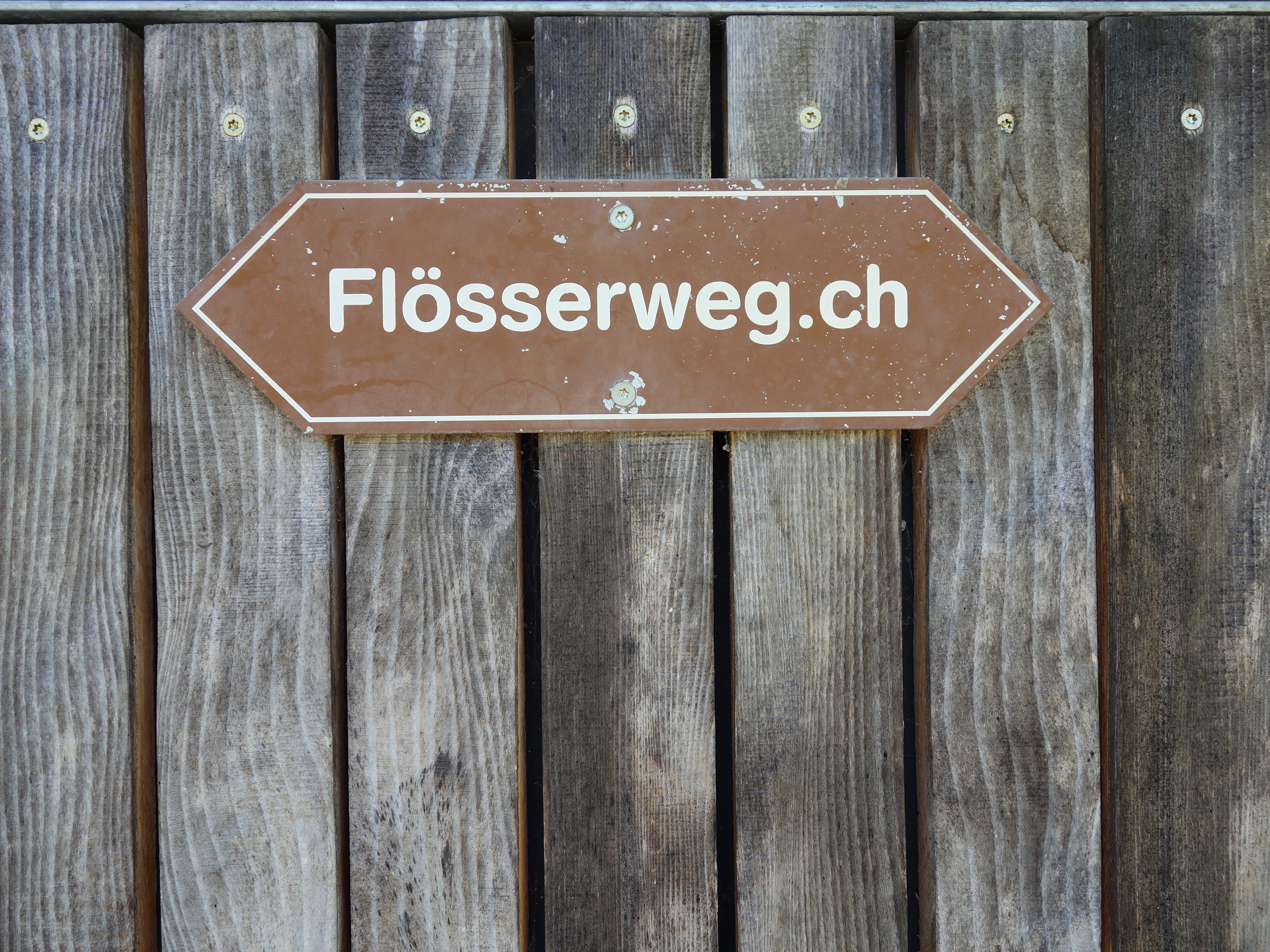

Der Flösserweg ist ein historischer Fussweg und heute ein 21 km langer markierter Wanderweg zwischen Laufenburg und Stilli, zwei Ortschaften im Schweizer Kanton Aargau. Seine Marschzeit beträgt rund fünf Stunden.

## Geschichte
Im 19. Jahrhundert wurden für den Schiff- und Städtebau grosse Mengen Holz in die Niederlande geflösst. Die Fricktaler waren für die Strecke von Brugg bis Laufenburg verantwortlich und kehrten jeweils über Land wieder an den Ausgangspunkt zurück, entlang dem heutigen Flösserweg.
In den 1820er Jahren erlebte die Flösserei auf den Flüssen Rhein und Aare ihren Höhepunkt. Über die Holztransporte wurde Buch geführt. In den Spitzenzeiten wurden jährlich rund 2500 Transporte gezählt, im Jahr 1905 waren es allerdings nur noch rund 30 Transporte. Der heutige Flösserweg war seinerzeit die Standardroute, die die Holzflösser bei der Rückkehr nach den Flusstransporten zu Fuss benutzten. Er führt von Laufenburg über Rheinsulz, Etzgen, Mettau, Wil AG, Hottwil, Mandach und Villigen nach Stilli an der Aare.
Der Flösserweg führt zwischen Etzgen und Hottwil an den Dörfern der Gemeinde Mettauertal vorbei. Eine kuriose Station im Ort Mettau ist die vom Flösser Verein mitinitiierte Gut-gemacht-Maschine.

## Bilder

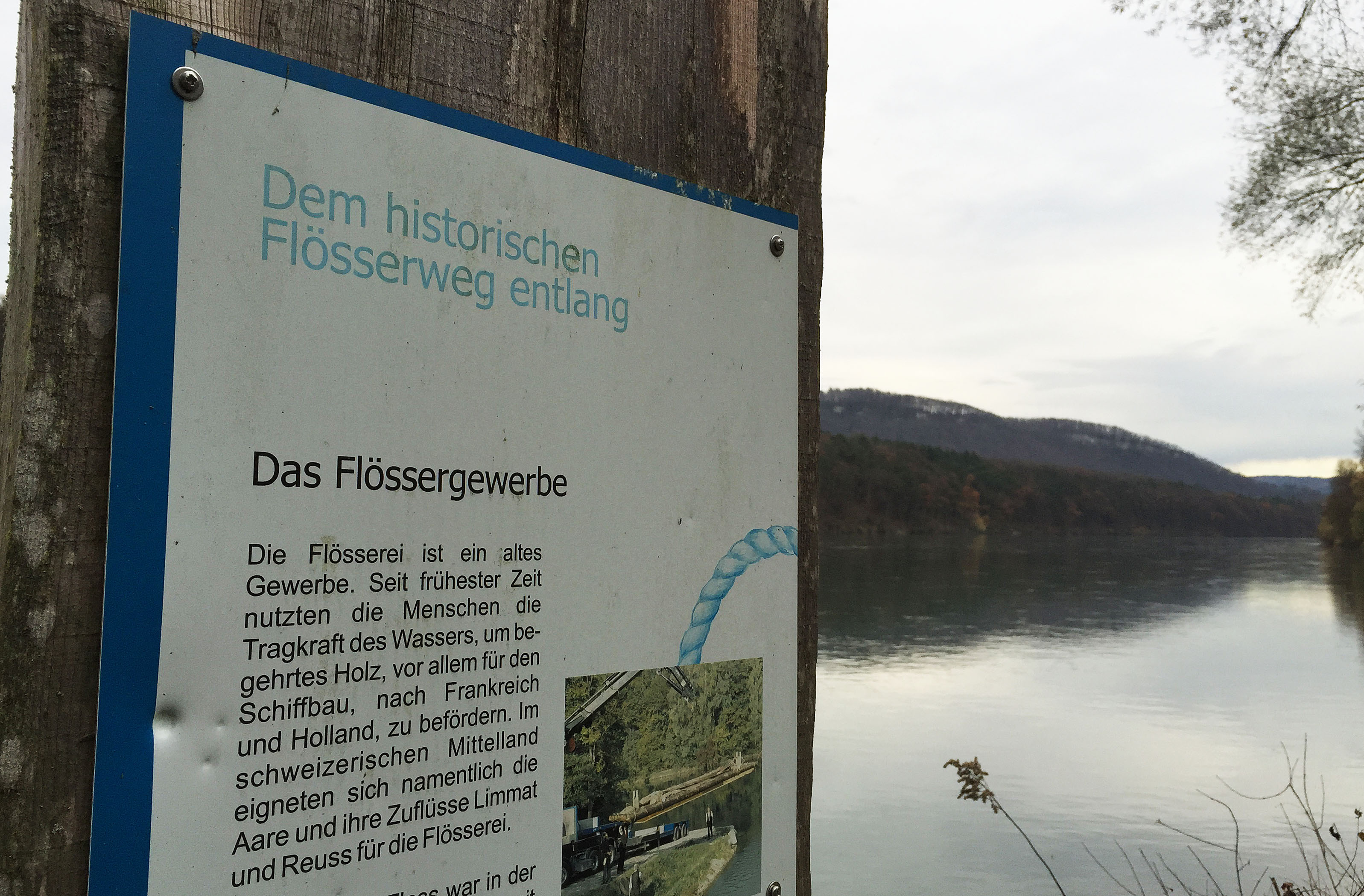
Informationstafel an der Aare
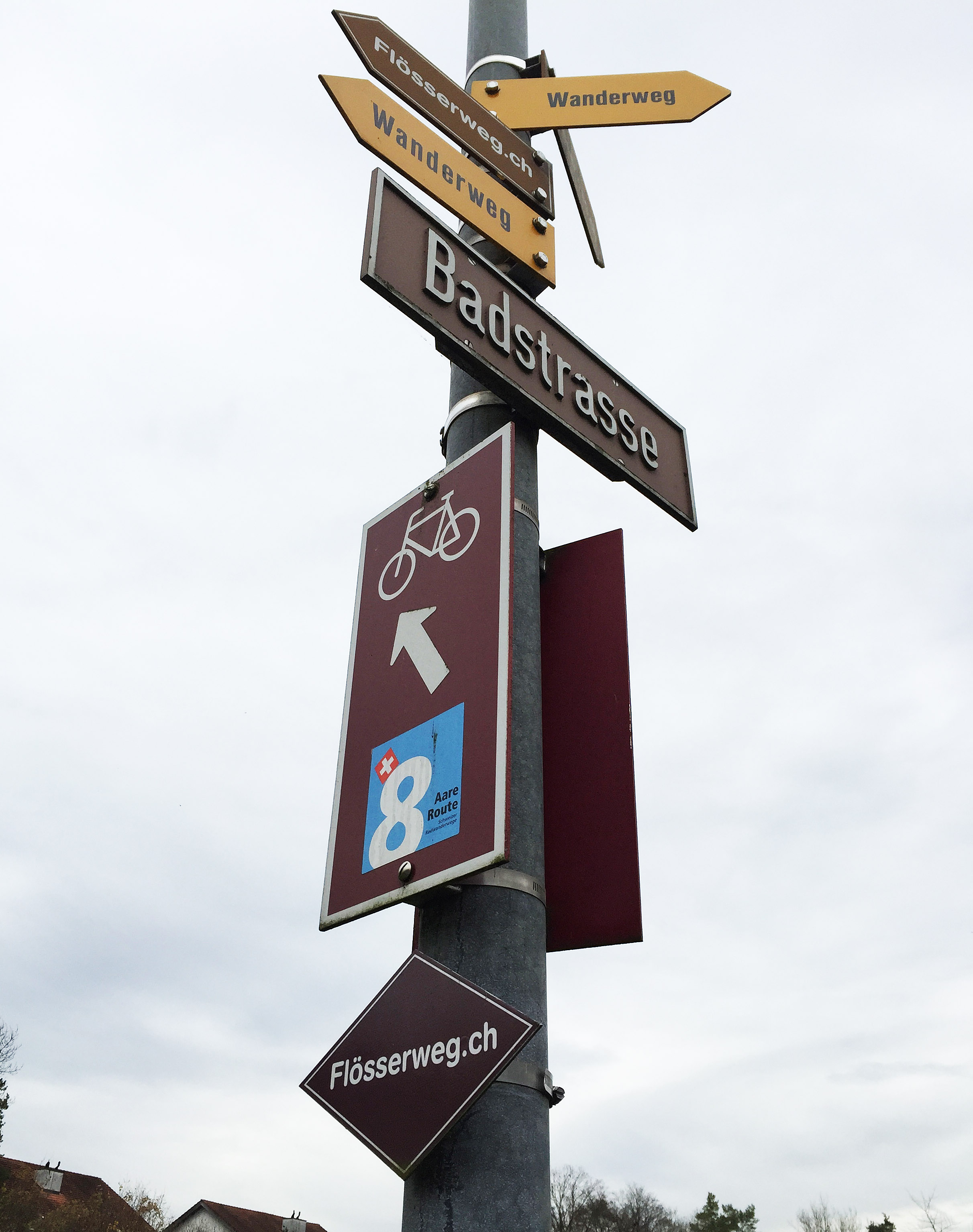
Wegweiser in Villigen
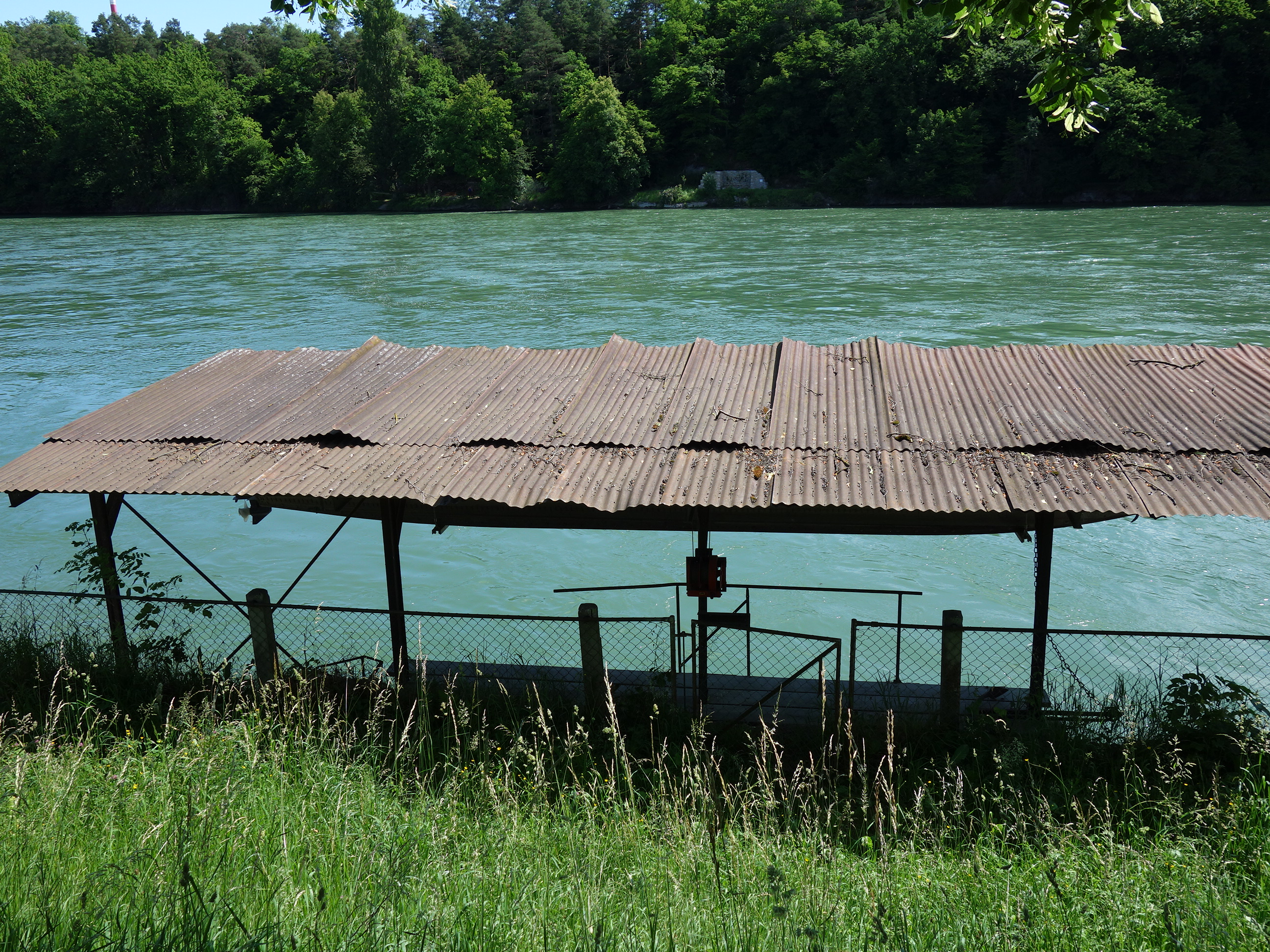
Ehemaliges Fahr Stilli